# جنوا (فلوریدا)
جنوا (به انگلیسی: Geneva) یک منطقهٔ مسکونی در ایالات متحده آمریکا است که در شهرستان سمینول، فلوریدا واقع شده‌است. جنوا ۳۲٫۲ کیلومتر مربع مساحت و ۲٬۹۴۰ نفر جمعیت دارد و ۱۹ متر بالاتر از سطح دریا قرار دارد.